# العلاقات البرتغالية البالاوية
العلاقات البرتغالية البالاوية هي العلاقات الثنائية التي تجمع بين البرتغال وبالاو.

## مقارنة بين البلدين
هذه مقارنة عامة ومرجعية للدولتين:
| وجه المقارنة                                              | البرتغال                                                  | بالاو                         |
| --------------------------------------------------------- | --------------------------------------------------------- | ----------------------------- |
| المساحة (كم2)                                             | 92.21 ألف                                                 | 465                           |
| عدد السكان (نسمة)                                         | 10.60 مليون                                               | 21.73 ألف                     |
| الكثافة السكانية (ن./كم²)                                 | 114.95                                                    | 4.67 ألف                      |
| العاصمة                                                   | لشبونة                                                    | نغيرولمود، كورور              |
| اللغة الرسمية                                             | اللغة البرتغالية، اللغة الميراندية                        | لغة إنجليزية، اللغة البالاوية |
| العملة                                                    | يورو، اسكودو برتغالي                                      | دولار أمريكي                  |
| الناتج المحلي الإجمالي (بليون دولار)                      | 217.57 مليار                                              | 291.54 مليون                  |
| الناتج المحلي الإجمالي (تعادل القوة الشرائية) بليون دولار | 307.82 مليار                                              | 326.12 مليون                  |
| الناتج المحلي الإجمالي الاسمي للفرد دولار أمريكي          | 19.22 ألف                                                 | 13.50 ألف                     |
| الناتج المحلي الإجمالي للفرد دولار أمريكي                 | 28.76 ألف                                                 | 14.76 ألف                     |
| مؤشر التنمية البشرية                                      | 0.830                                                     | 0.780                         |
| رمز المكالمات الدولي                                      | +351                                                      | +680                          |
| رمز الإنترنت                                              | .pt                                                       | .pw                           |
| المنطقة الزمنية                                           | توقيت غرب أوروبا، توقيت غرب أوروبا الصيفي، أوروبا/لشبونة ‏ | ت ع م+09:00                   |

## منظمات دولية مشتركة
يشترك البلدان في عضوية مجموعة من المنظمات الدولية، منها:
| علم المنظمة | اسم المنظمة                        | تاريخ انضمام البرتغال | تاريخ انضمام بالاو |
| ----------- | ---------------------------------- | --------------------- | ------------------ |
|             | مؤسسة التنمية الدولية              | 29 ديسمبر 1992        | 16 ديسمبر 1997     |
|             | الأمم المتحدة                      | 14 ديسمبر 1955        | 15 ديسمبر 1994     |
|             | البنك الدولي للإنشاء والتعمير      | 29 مارس 1961          | 16 ديسمبر 1997     |
|             | بنك التنمية الآسيوي                | 2002                  | 2003               |
|             | منظمة حظر الأسلحة الكيميائية       | ?                     | ?                  |
|             | مؤسسة التمويل الدولية              | 8 يوليو 1966          | 16 ديسمبر 1997     |
|             | وكالة ضمان الاستثمار متعدد الأطراف | 6 يونيو 1988          | 16 ديسمبر 1997     |
|             | يونسكو                             | 11 مارس 1965          | 20 سبتمبر 1999     |

## وصلات خارجية
- موقع وزارة الخارجية البرتغالية